# Fekete-víz (Nógrád)
Fekete-víz är ett vattendrag i Ungern. Det ligger i provinsen Nógrád, i den norra delen av landet, 70 km norr om huvudstaden Budapest.